# حزب الأمة الملكي
حزب الأمة الملكي هو حزب سياسي نشط في دمشق خلال السنوات 1927-1933 كان يسعى إلى استعادة العرش الهاشمي في سورية. شارك الحزب في الانتخابات النيابية سنة 1932 وحاول إيصال أحد أركانه إلى رئاسة الجمهورية ولكن لم ينجح. وقد تم حل الحزب نهاية بعد وفاة الملك فيصل الأول في أيلول 1933.

## تأسيس الحزب
ولِد حزب الأمة الملكي في دمشق سنة 1927 وكان رئيسه عارف باشا الإدلبي، وزير الحربية الأسبق في مملكة الحجاز وأحد أركان الثورة العربية الكبرى ضد العثمانيين. ضم الحزب عدداً من الشخصيات العسكرية المحسوبة على ملك سورية الأسبق فيصل بن الحسين، كان من بينهم الفريق رضا  الركابي، رئيس الحكومة الأسبق وحسن تحسين الفقير، قائد معركة ميسلون. وقد عمل معهم عند التأسيس المحامي الدمشقي زكي الخطيب.
صدرت أربع بيانيات تأيد لحزب الأمة الملكي عند تأسيسه، من الشريف حسين بن عليّ وأولاده، ملك الحجاز عليّ بن الحسين وملك العراق فيصل بن الحسين وملك الأردن عبد الله بن الحسين.

## أهداف الحزب
هدف الحزب إلى استعادة العرش الهاشمي في دمشق الذي كان الملك فيصل قد نُحّي عنه سنة 1920. طالب بوحدة الأراضي السورية مع حكم لا مركزي لجبال العلويين، وعارض سلخ لبنان عن الأراضي السورية. كما دعى الحزب إلى إقامة استفتاء في الأقضية الأربعة (حاصبيا وراشيا وبعلبك والبقاع) لمعرفة إن كان أهلها يريدون البقاء ضمن دولة لبنان الكبير أو العودة إلى سورية. وأخيراً طالب الحزب بانضمام سورية إلى عصبة الأمم.
وقد عرّف الحزب عن حدود مشروعه، وهو إقامة “ملكية دستورية دينها الإسلام” في سورية الطبيعية، يكون ملكها “من أبناء البلاد العربية، عريق المجد ومن الذين لهم معرفة تامة بحالة البلاد.”

## انتخابات 1932
في سنة 1932، زار الملك علي بن الحسين دمشق واجتمع مطولاً مع عارف الادلبي وقيادة حزب الأمة الملكي. قدم لهم دعماً مادياً وسياسياً لخوض المعركة الانتخابية وإيصال الفريق الركابي إلى رئاسة الجمهورية. ومن بعدها كان الحزب ينوي المطالبة بحل الجمهورية وتتويج أمّا الملك علي أو الملك فيصل على عرش سورية.
ولكن الحزب هُزم في تلك الانتخابات وقرر الركابي اعتزال العمل السياسي من بعدها. وقد توقف نشاط الحزب بعد عام واحد، عند وفاة الملك فيصل في إحدى مستشفيات العاصمة السويسرية.